# 오택언
오택언(吳澤彦, 1897년 6월 17일 ~ 1970년 2월 20일)은 일제강점기에 활동한 승려이자 독립운동가이다. 3·13 신평 만세 운동을 주도했다.